# Угурманка
Угурманка — река в Новосибирской области России. Устье реки находится в 862 км по левому берегу реки Оми. Длина реки — 63 км, площадь её водосборного бассейна — 1100 км².

## Данные водного реестра
По данным государственного водного реестра России относится к Иртышскому бассейновому округу, водохозяйственный участок реки — Омь, речной подбассейн реки — Омь. Речной бассейн реки — Иртыш.